# Mikel Beltoja
Mikel Gjergj Beltoja właśc. Hilë Gjergj Gjoni (ur. 17 kwietnia 1935 we wsi Beltojë k. Szkodry, zm. 10 lutego 1974 w Tiranie) – albański ksiądz katolicki, ofiara prześladowań komunistycznych, błogosławiony Kościoła katolickiego.

## Życiorys
Syn Gjergj Gjoni i Prendy. Ukończył szkołę w rodzinnej miejscowości. Naukę kontynuował w Szkole Pedagogicznej w Tiranie, ale w 1951 przerwał edukację. Po zamknięciu Seminarium Papieskiego w Szkodrze brał udział w prywatnych lekcjach filozofii i teologii, organizowanych przez abp Ernesto Cobę. W latach 1954–1957 odbywał służbę wojskową. 8 grudnia 1961 został wyświęcony na księdza. Pracował w parafii Dajç te Bregut. W 1964 został przeniesiony do parafii Barbullush i objął funkcję proboszcza. Pełnił posługę duszpasterską do 22 lutego 1967. W 1967 w Albanii wprowadzono zakaz wyznawania jakiejkolwiek religii. Beltoja wrócił do domu rodzinnego i podjął pracę w spółdzielni rolniczej. 19 kwietnia 1973 został aresztowany w domu rodzinnym przez funkcjonariuszy Sigurimi i poddany torturom. Stanął przed sądem oskarżony o agitację i zdradę stanu. 6 sierpnia 1973 skazany na karę 7 lat więzienia. W ponownym procesie 4 września 1973 Sąd Okręgowy w Szkodrze skazał go na karę śmierci przez rozstrzelanie, a także na konfiskatę majątku. 30 stycznia 1974 Prezydium Zgromadzenia Narodowego nie skorzystało z prawa łaski. 10 lutego 1974 został stracony. Ciało Beltoji trafiło do Wydziału Medycznego Uniwersytetu Tirańskiego.
Beltoja znajduje się w gronie 38 Albańczyków, którzy 5 listopada 2016 w Szkodrze zostali ogłoszeni błogosławionymi. Beatyfikacja duchownych, którzy zginęli "in odium fidei" została zaaprobowana przez papieża Franciszka 26 kwietnia 2016.